# Вірменське нагір'я
Вірме́нське нагі́р'я (вірм. Հայկական լեռնաշխարհ) — плоскогір'я і гірські системи сходу Туреччини і Вірменії, орографічна область цієї країни, середнє з трьох передньоазійських нагір'їв.
Відрізняється особливо складним орографічним малюнком. Хребти сполучаються на крайньому сході країни з гірськими ланцюгами Загроса і Азербайджану. Скупчення гір увінчане вулканічним конусом Великого Арарату (5137 м, найвища точка Туреччини). Плоскогір'я займає вузьку смугу території, значна частина поверхні якої похована під товстим шаром лави, і включає декілька улоговин тектонічного походження із порівняно пологим рельєфом. В одній із них, на висоті 1720 м, розташоване солоне озеро Ван. У східній частині Туреччини, де підносяться декілька гірських піків, що досягають 3700—4300 м, беруть свій початок річки Тигр, Євфрат і Аракс.
Більша частина Вірменського нагір'я розташована в межах сучасних Туреччини і Вірменії. До Вірменського нагір'я належить також західна частина Ірану, південь Грузії і західна частина Азербайджану. У широкому сенсі до Вірменського нагір'я належить також Малий Кавказ (створюючи його межу з півночі), Вірменський Тавр і Курдські (Курдистанські) гори. Площа Вірменського нагір'я (у широкому сенсі) становить близько 400 тис. км². На заході Вірменське нагір'я змикається з Малоазіатським, на півдні біля його підніжжя розташована Месопотамська низовина, а на південному сході воно поступово зливається з Іранським нагір'ям.
Вірменське нагір'я є могутнім гірським вузлом, в якому змикаються північні й південні околичні пасма Малоазіатського і Іранського нагір'їв, створюючи складну систему хребтів і улоговин. Наприкінці неогену нагір'я піддалося розколюванню і було перетнуте системою тріщин, уздовж яких відбувалися виливання лави. Лава вкрила майже всю поверхню нагір'я базальтовими товщами, здебільшого згладивши нерівності рельєфу.
Наразі Вірменське нагір'я є великим лавово-туфовим плоскогіря'м (висоти 1500—3000 м) із гігантськими вулканічними конусами (що утворилися в пізніші етапи вулканічної діяльності і досягли кількох тисяч метрів висоти) і тектонічними западинами, що розділені хребтами. Западини лежать на висотах від 700 до 2000 метрів, мають або сухі днища, або зайняті озерами (Ван, Севан, Резайе (Урмія) тощо). Вони є центрами скупчення населення і часто називаються за розташованими в їх межах містами — Ерзурумська, Тебризька, Араратська, Муська тощо.

## Основні вершини
Серед нагір'я піднімаються вищі хребти, пасма вулканічних конусів та ізольовані згаслі вулкани. Найбільшої висоти досягає Великий Арарат (5165 м) — його сніжну вершину у погожу днину видно за багато десятків кілометрів. Поступаються йому Малий Арарат і Сюпхан (4434 м) в Туреччині, Арагац (4090 м) у Вірменії, Себелан (4821 м) і Сахенд в Ірані. Вулканічна активність в історичний час зареєстрована лише у вулкана Немрут (Османська імперія, 1441, 1597, 1692).
Найбільші плоскогір'я: Карсське, Ардаганське і Джавахетське.

## Гідрографія
Водна мережа регіону належить до сточищ Каспийського і Чорного морів, Перської затоки. У межах нагір'я знаходяться верхів'я річок Кура, Аракс, Євфрат, Великий Заб (ліва притока Тигра). Характер течії — типовий гірський. Витоки розташовані здебільшого в горах, а живлення надходить від танення снігів та дощових опадів. Важливою особливістю мережі поверхневих вод є значна кількість великих озер, що розташовані у просторих тектонічних западинах і є центрами внутрішнього стоку. Найбільші з них — Резайе (Урмія), Ван і Севан.
Більша частина Вірменського нагір'я позбавлена лісів.

## Галерея

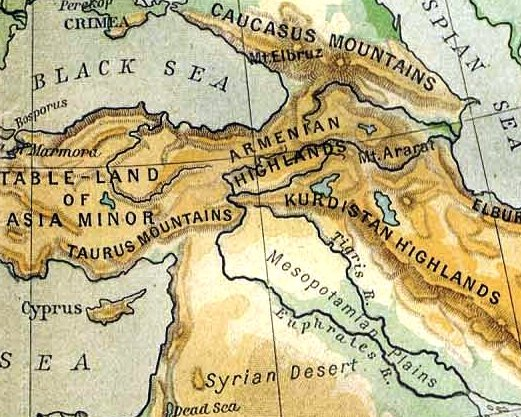
Географічне розташування Вірменського нагір'я на мапі
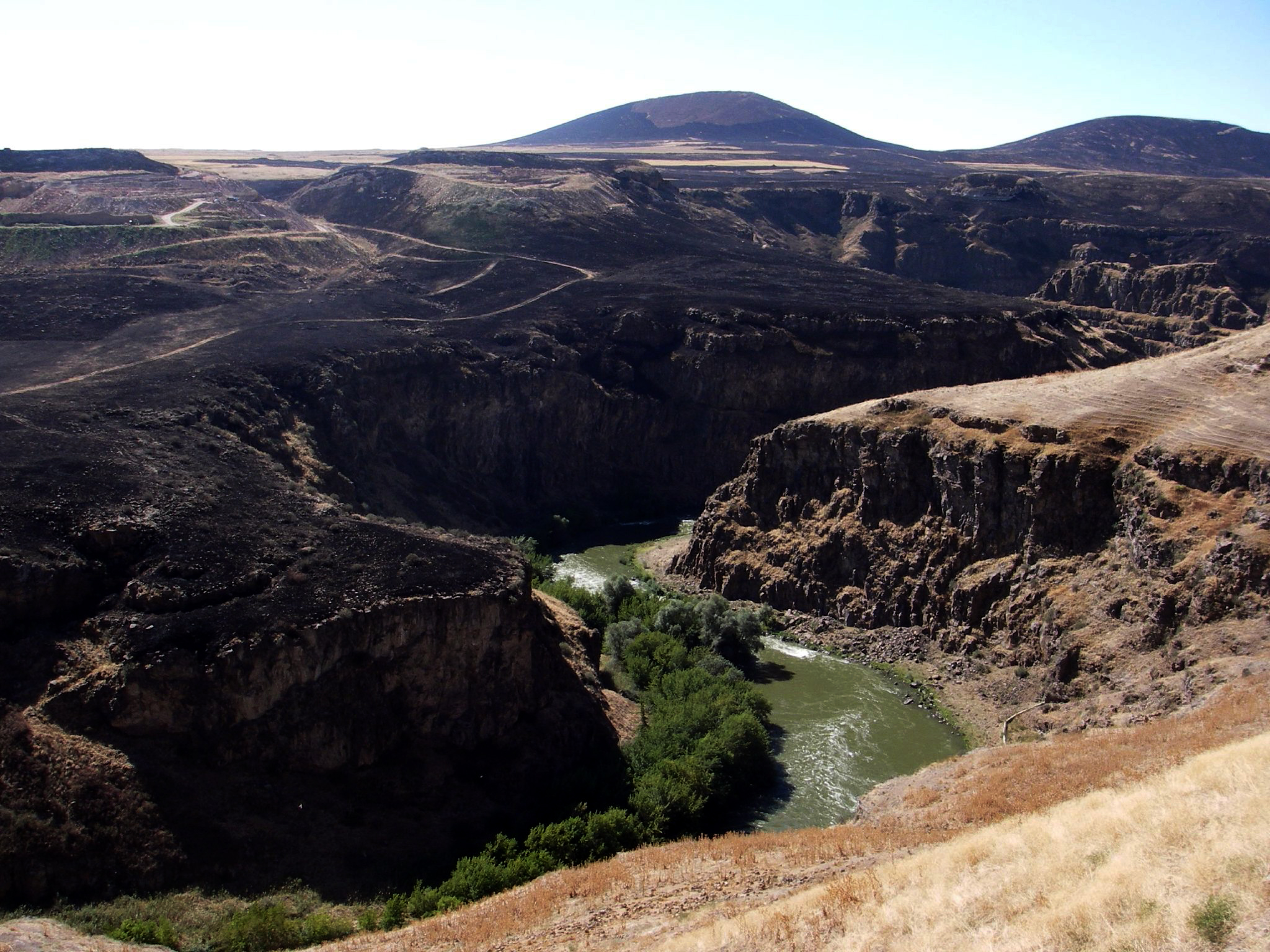
Вірменське нагір'я
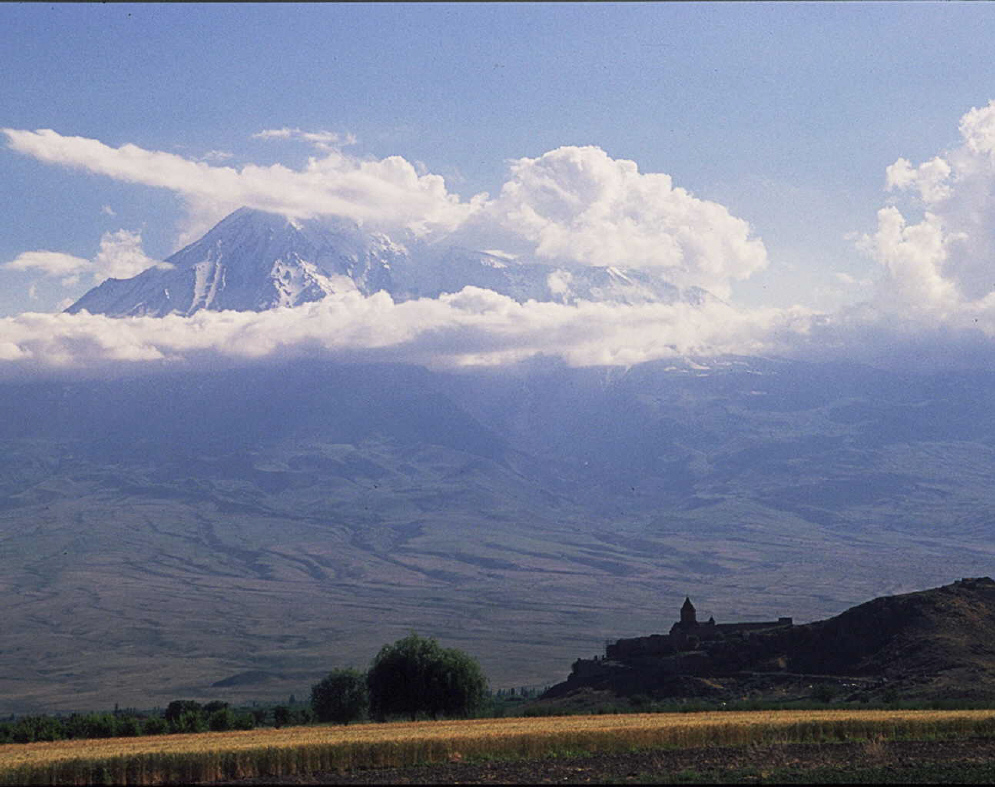
Вигляд Арарату з Хорвірапського монастиря
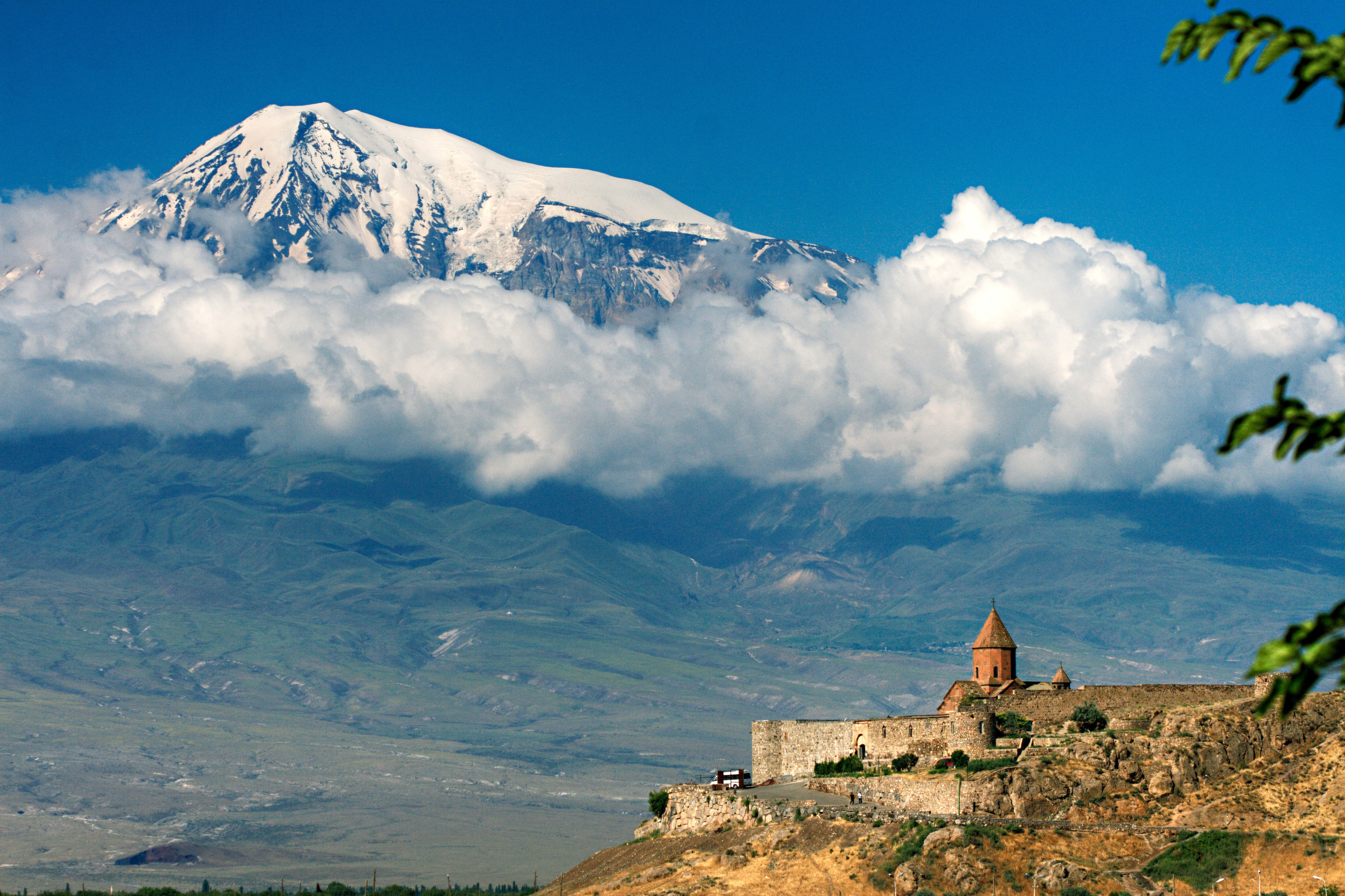
Арарат — вірменська священна гора, символ країни, що розташована у турецькій частині Вірменського нагір'я